# Silio (città)
Silio (in greco Σίλλυον? o Σύλλειον), in epoca bizantina Συλλαῖον, in latino Syllaeum o Syllaion, è stata un'importante fortezza e città nei pressi di Attaleia in Panfilia, sulla costa meridionale dell'odierna Turchia. La forma nativa greco-panfila era Selyniys, forse derivante dal termine originale ittita Sallawassi. I suoi nomi turchi odierni sono Yanköy Hisarı o Asar Köy.

## Antichità
Nel corso dell'Antichità, la città non ebbe grande importanza. Secondo una leggenda, la città fu fondata come colonia da Argo, mentre un'altra sostiene che fu fondata, insieme a Side e Aspendo, da Mopso, Calcante e Anfiloco in seguito alla Guerra di Troia. La città viene attestata per la prima volta intorno al 500 a.C. dal Periplo di Scilace (polis Sylleion). A partire dal 469 a.C., la città (come Silio) entrò a far parte della Lega delio-attica guidata da Atene. Viene menzionata nelle liste ateniesi dei tributi intorno al 450 a.C. e di nuovo nel 425 a.C., per poi scomparire di nuovo dalle fonti storiche fino al 333 a.C., anno in cui si narra che Alessandro Magno l'avesse invano assediata. Secondo Arriano (Anabasis Alexandri I. 26), il sito (chiamato Syllion) era ben fortificato e disponeva di una possente guarnigione di mercenari e di "nativi barbari", tanto che Alessandro, pressato dal tempo, dovette abbandonare l'assedio dopo che il primo tentativo di assaltarla era fallito.
La città fu in gran parte ricostruita sotto i Seleucidi, soprattutto per quanto concerne il suo teatro. In epoca posteriore, quando la maggior parte dell'Asia Minore occidentale era caduta sotto la dominazione del Regno di Pergamo, Silio rimase una città libera per decisione del Senato romano.
La città ha una attestata e duratura tradizione di battere moneta propria dagli inizi del III secolo a.C. fino al regno dell'Imperatore romano Aureliano intorno al 270 d.C. Tetradramme d'argento di tipo alessandrino e lisimachiano furono emesse tra il 281 e il 190 a.C., ma la città emise anche monete di bronzo. Le monete del III secolo a.C. presentano in genere una testa barbuta o una figura in piedi, forse identificabile con Apollo, oppure un fulmine e l'iscrizione ΣΕΛΥΝΙΥΣ (il nome panfilo nativo). La monetazione sotto la dominazione romana presentava le stesse caratteristiche, ma con l'iscrizione ϹΙΛΛΥΕΩΝ ("dei Silliani").

## Periodo bizantino

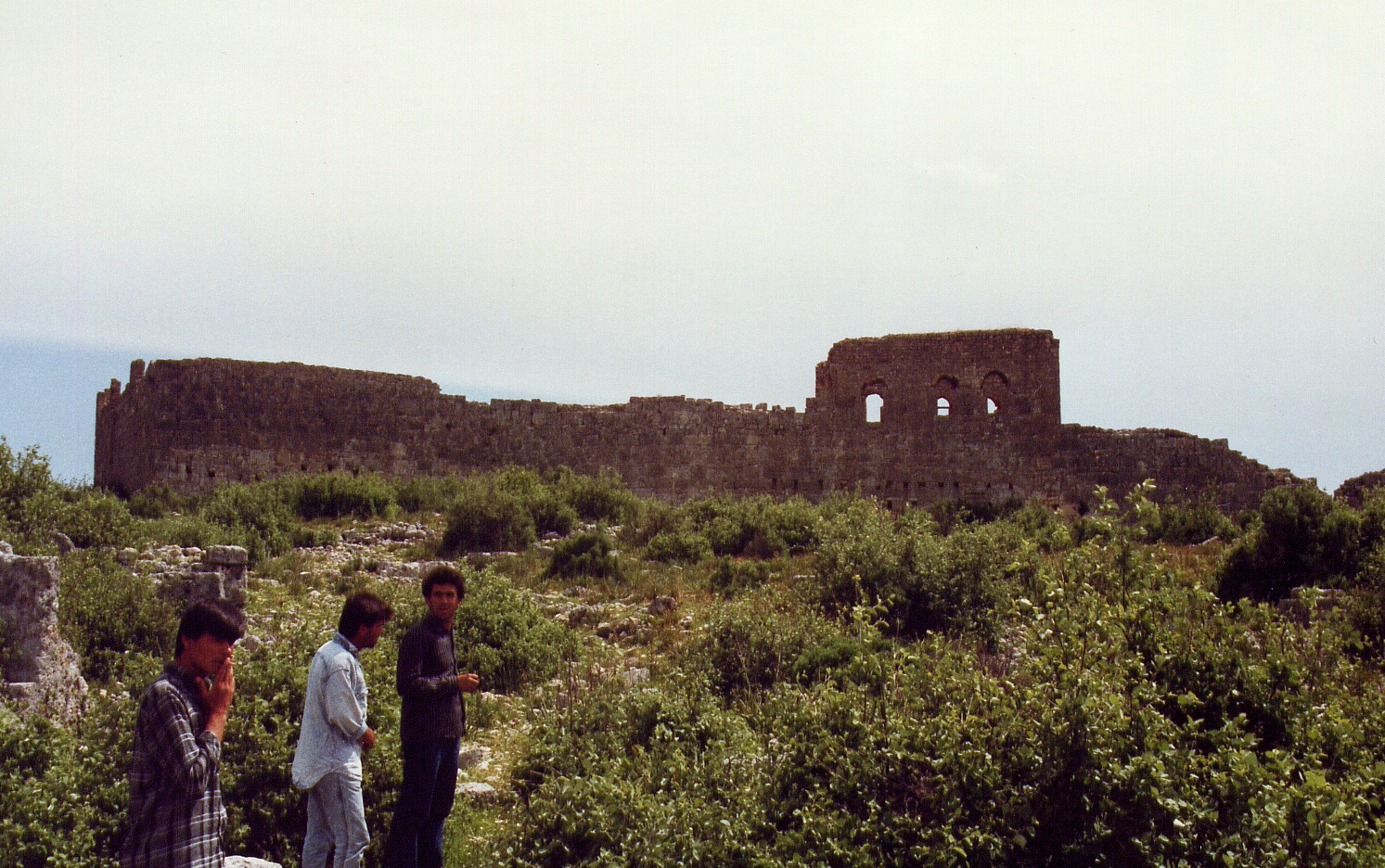
Resti di una struttura di età bizantina nell'acropoli di Silio.

Sotto l'Impero bizantino, la città crebbe relativamente di importanza. Viene menzionata come il sito della distruzione di una flotta araba ad opera di una tempesta verso la fine del 677 o nel 678, in seguito al vano assedio arabo di Costantinopoli. Essendo uno dei principali siti fortificati della regione, divenne sede di un rappresentante del cosiddetto ek prosōpou, ufficiale subordinato allo stratēgos del thema navale del Kibyrrhaioton. Syllaeum si trovava all'inizio dell'importante strada pubblica che collegava la costa meridionale dell'Anatolia, passando per Amorio e Nicea, con la Bitinia e la capitale Costantinopoli. In virtù di tale posizione geografica, finì per superare per importanza la tradizionale metropolia locale di Perge, tanto che, tra il 787 and 815, la sede del vescovo locale fu trasferita proprio a Syllaeum. Insieme all'intera regione della Panfilia, della quale faceva parte, la città cadde in mano dei Selgiuchidi nel 1207.
Tra le persone celebri che nacquero o risiedettero in tale città in epoca bizantina si annoverano:
- Sant'Antonio il giovane, che fu ek prosōpou a Silio intorno al periodo 821-29.[3]
- Il Patriarca Costantino II di Costantinopoli, che fu vescovo della città.[3]
- Il Patriarca Antonio I di Costantinopoli, che nacque in questa città.[3]

## Resti archeologici
Le rovine di Silio risalgono alle età ellenistica, romana, bizantina e in parte selgiuchide. Tra esse vi sono resti delle porte cittadine, di uno stadio, di un anfiteatro e di un odeon (alcuni dei quali hanno tremato a causa di una frana), un tempio, una cisterna e un ginnasio. Molti di essi sono esposti al rischio di frana, siccome la città è situata in cima a un altopiano roccioso.

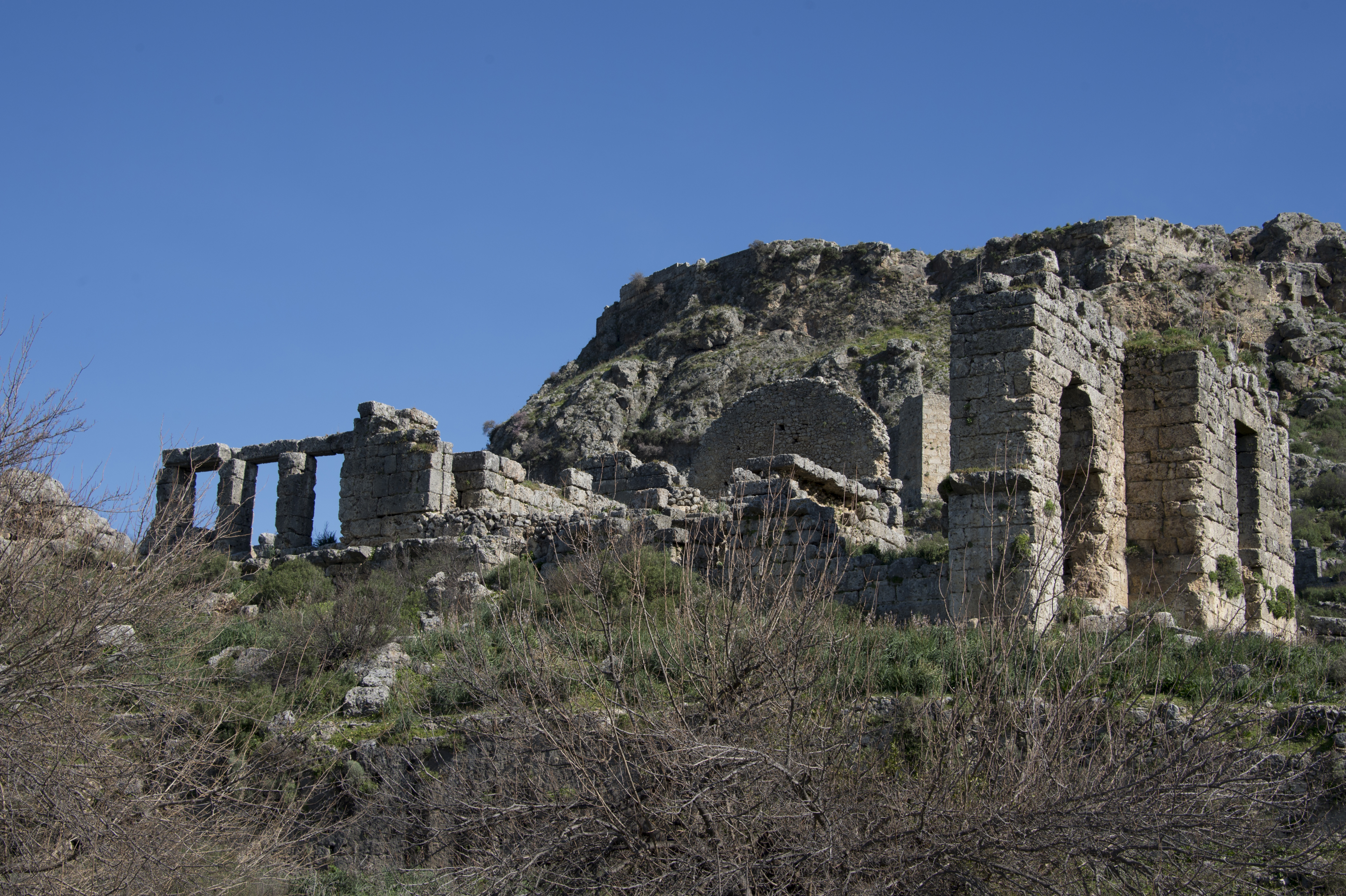
Palazzo antico
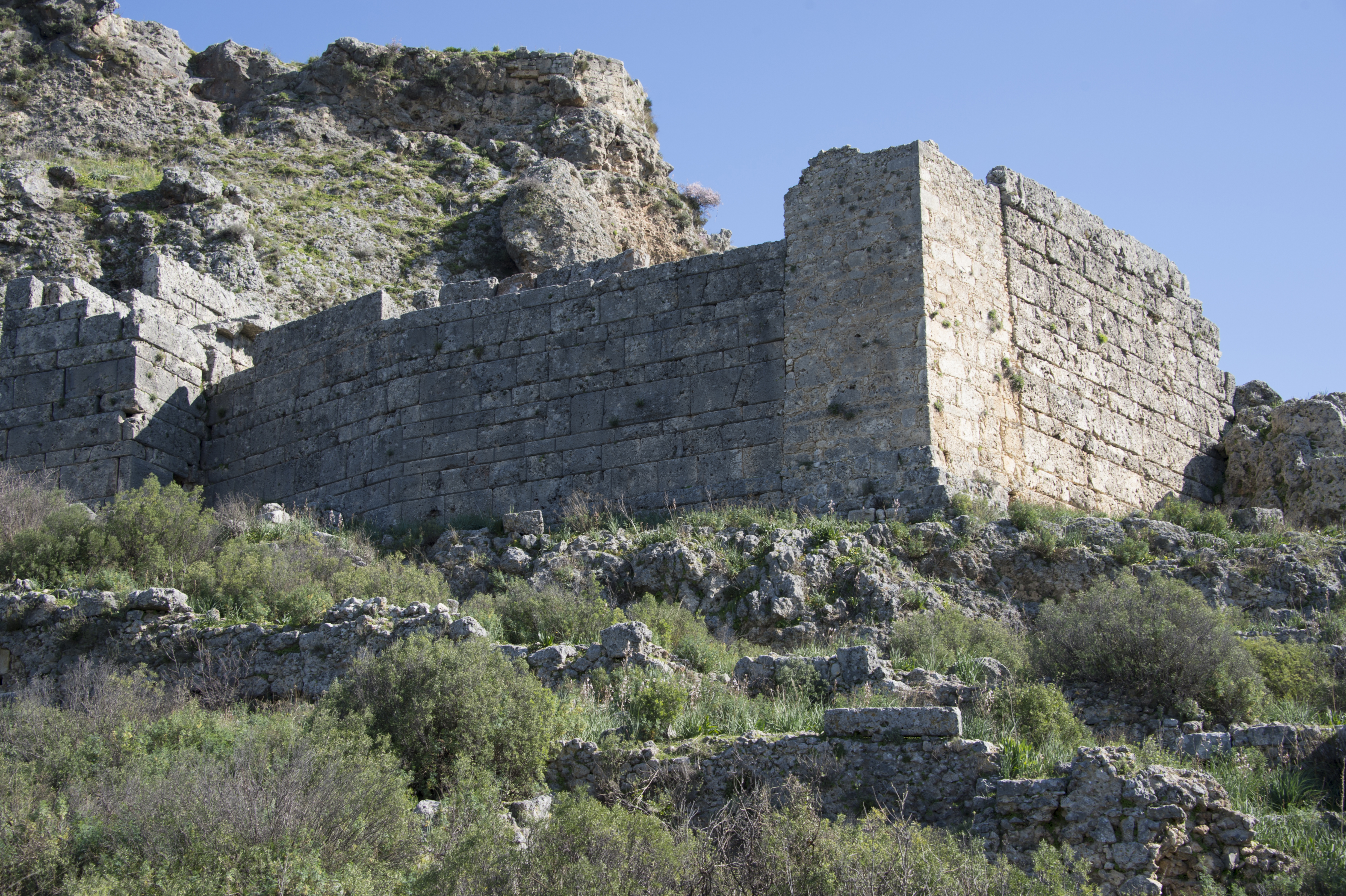
Bastione
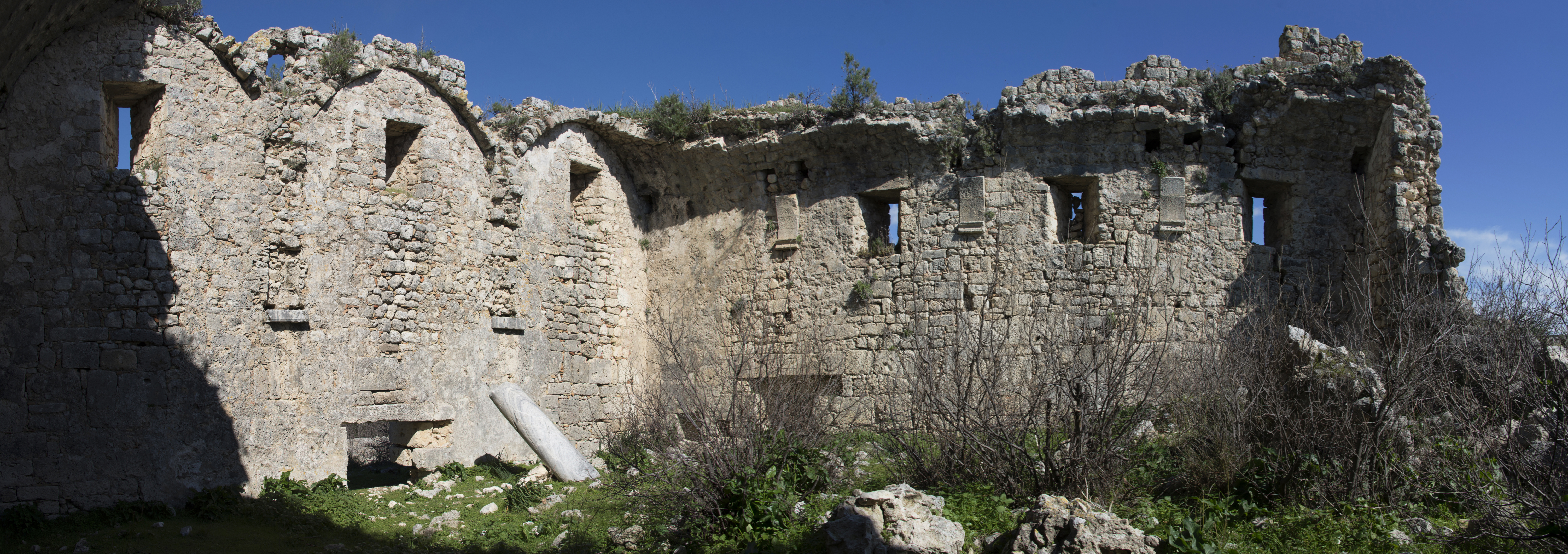
Costruzione bizantina
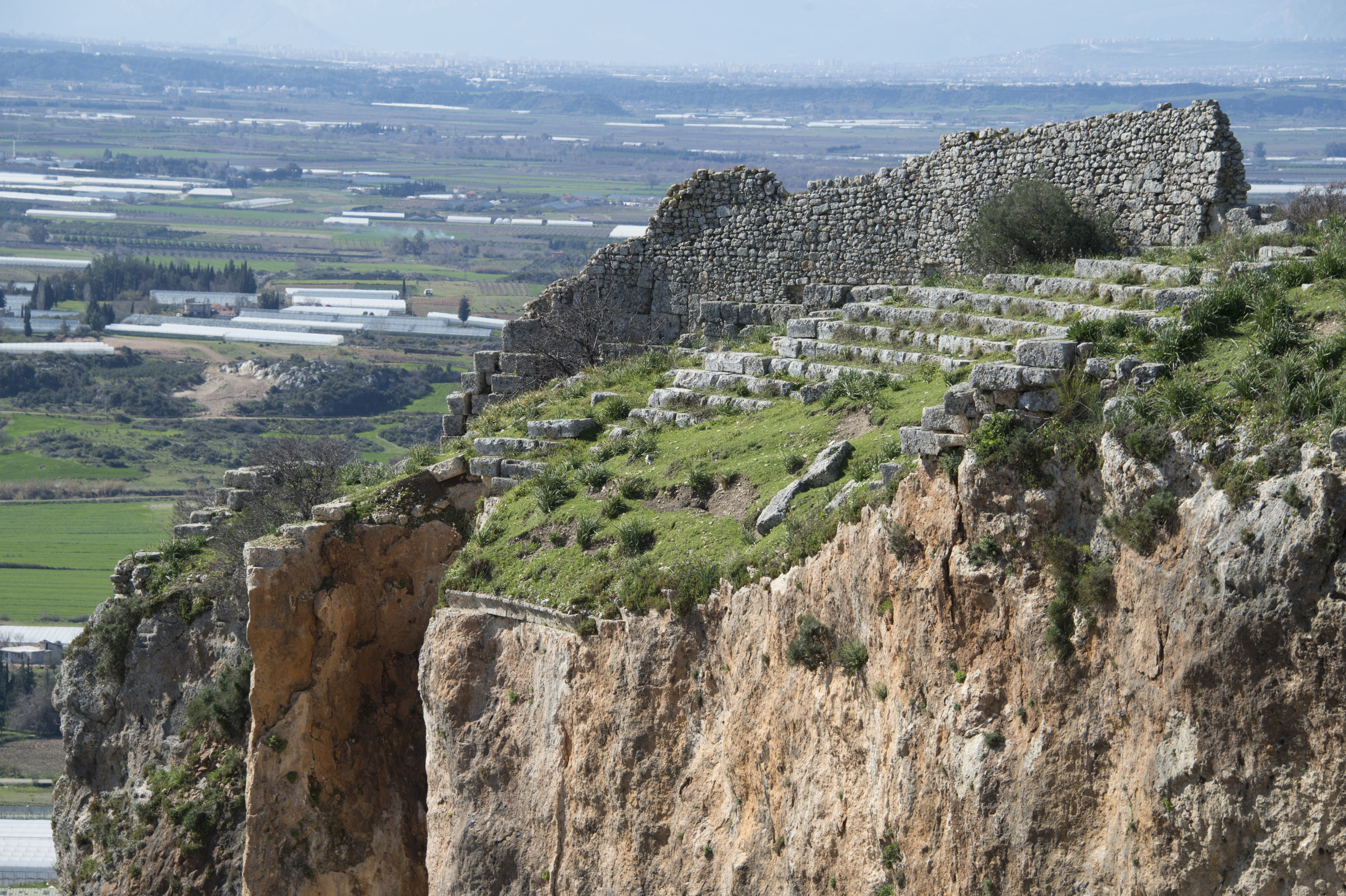
Teatro e odeion collassato
Vista dalla collina sottostante
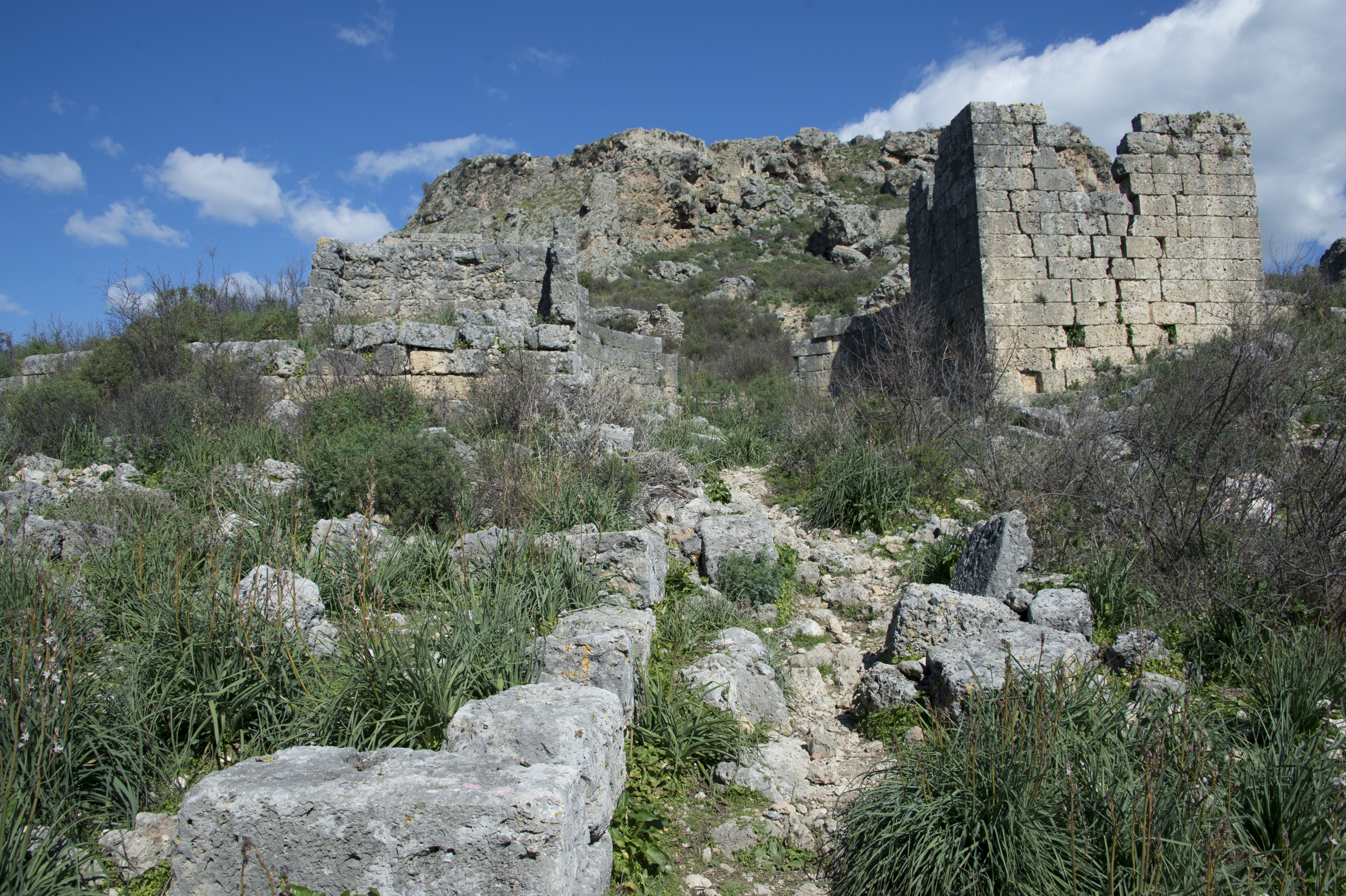
Porta
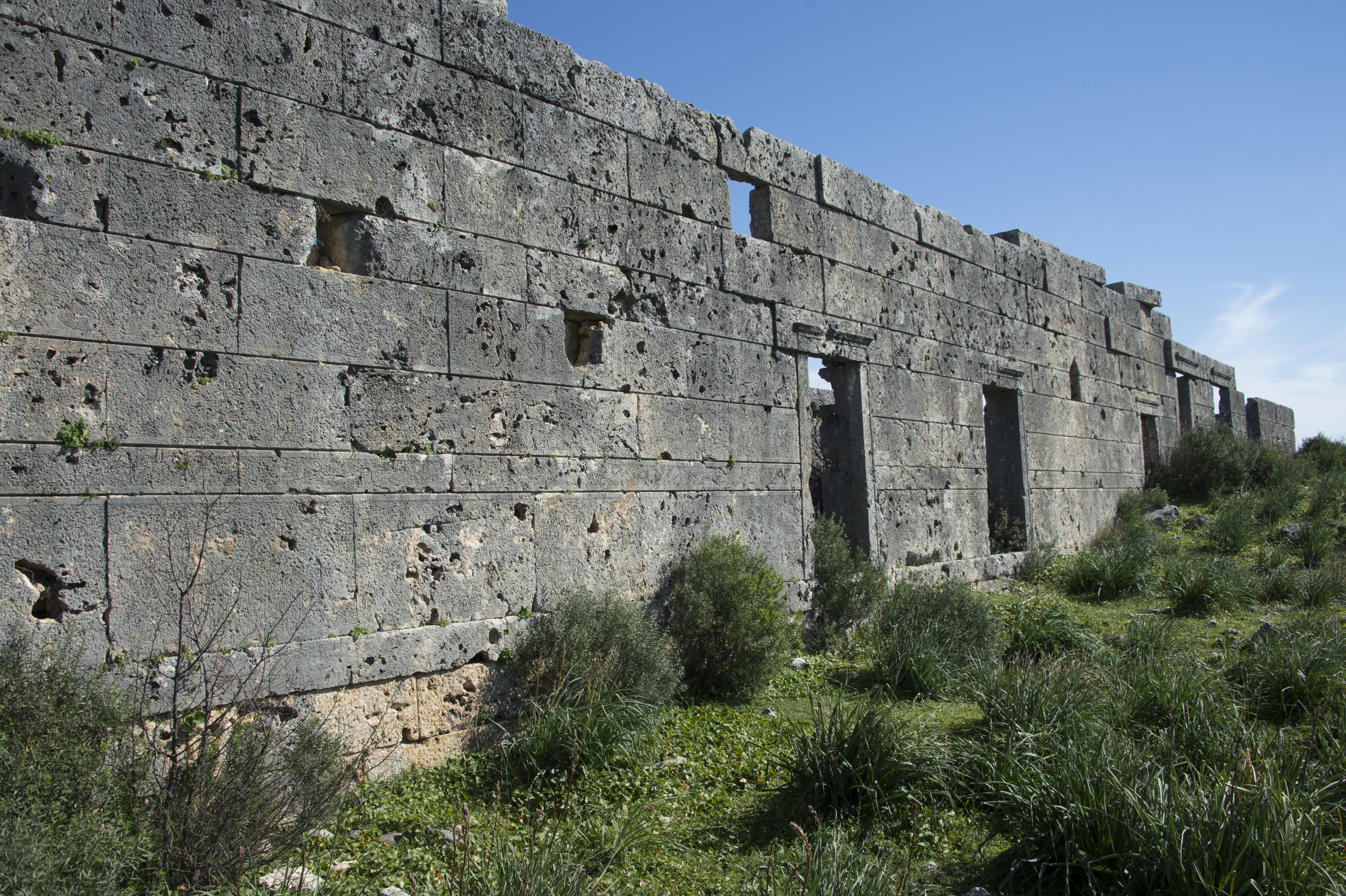
Edificio ellenistico
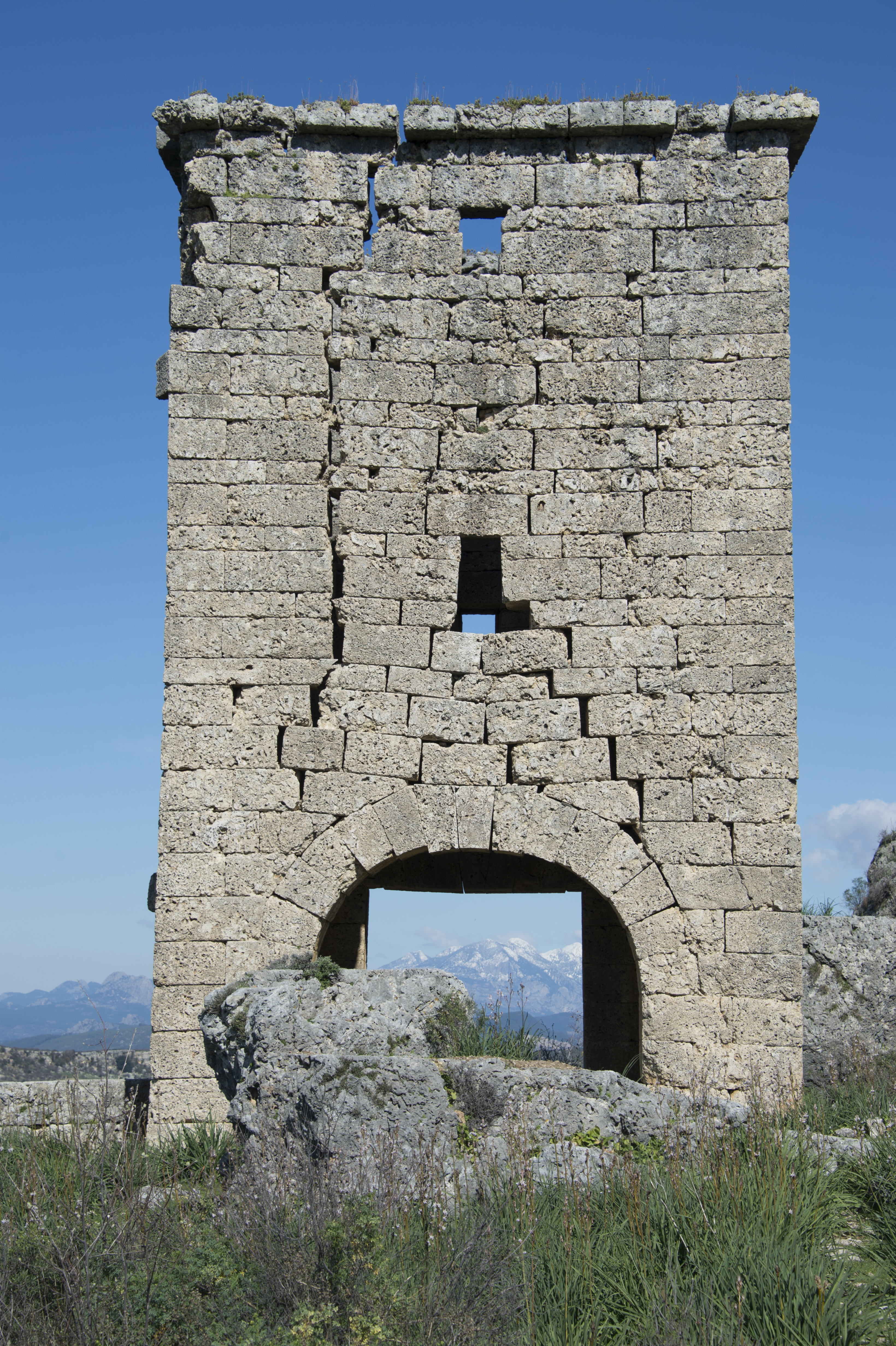
Torre
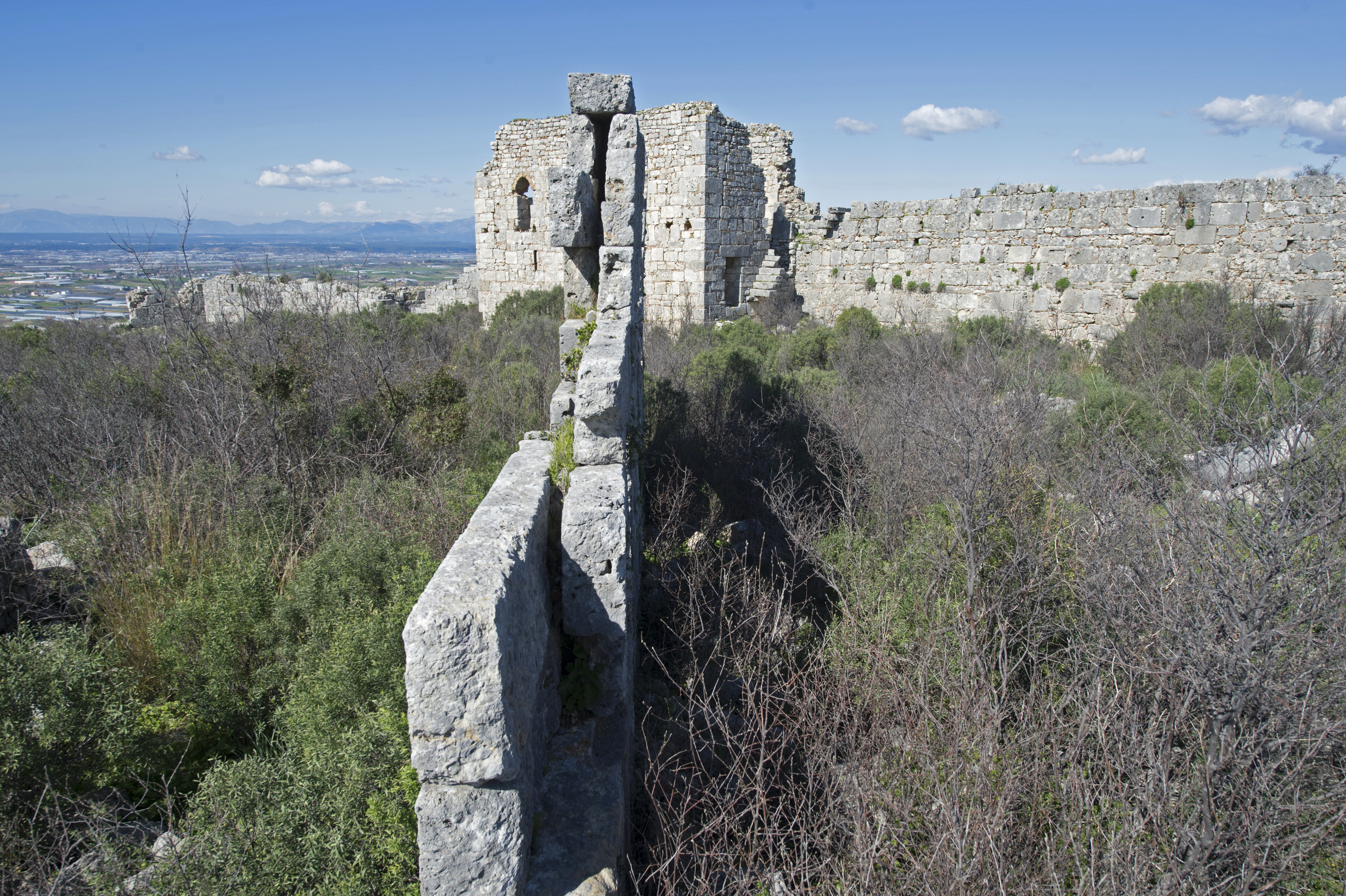
Castello medievale
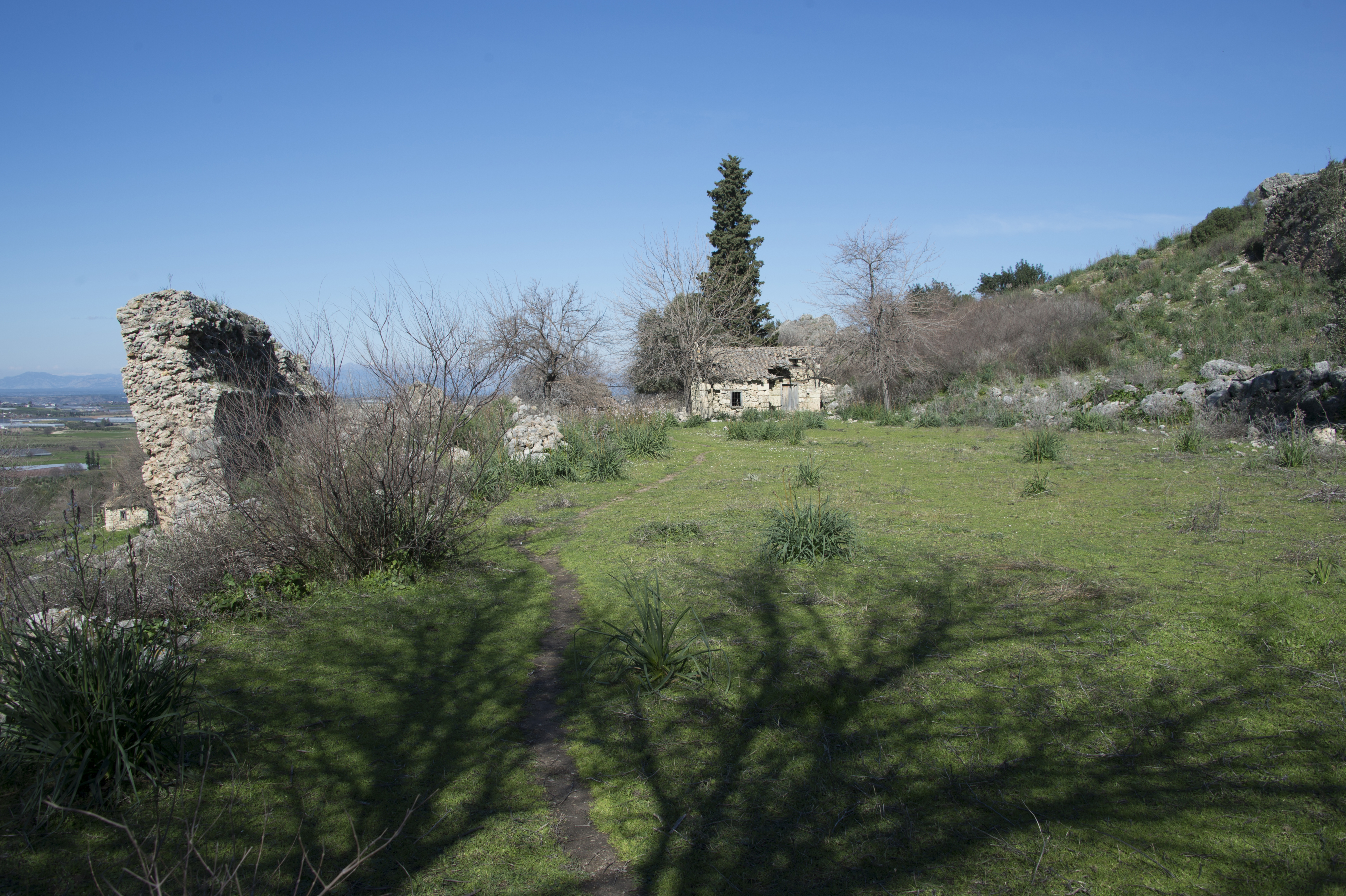
Stadio
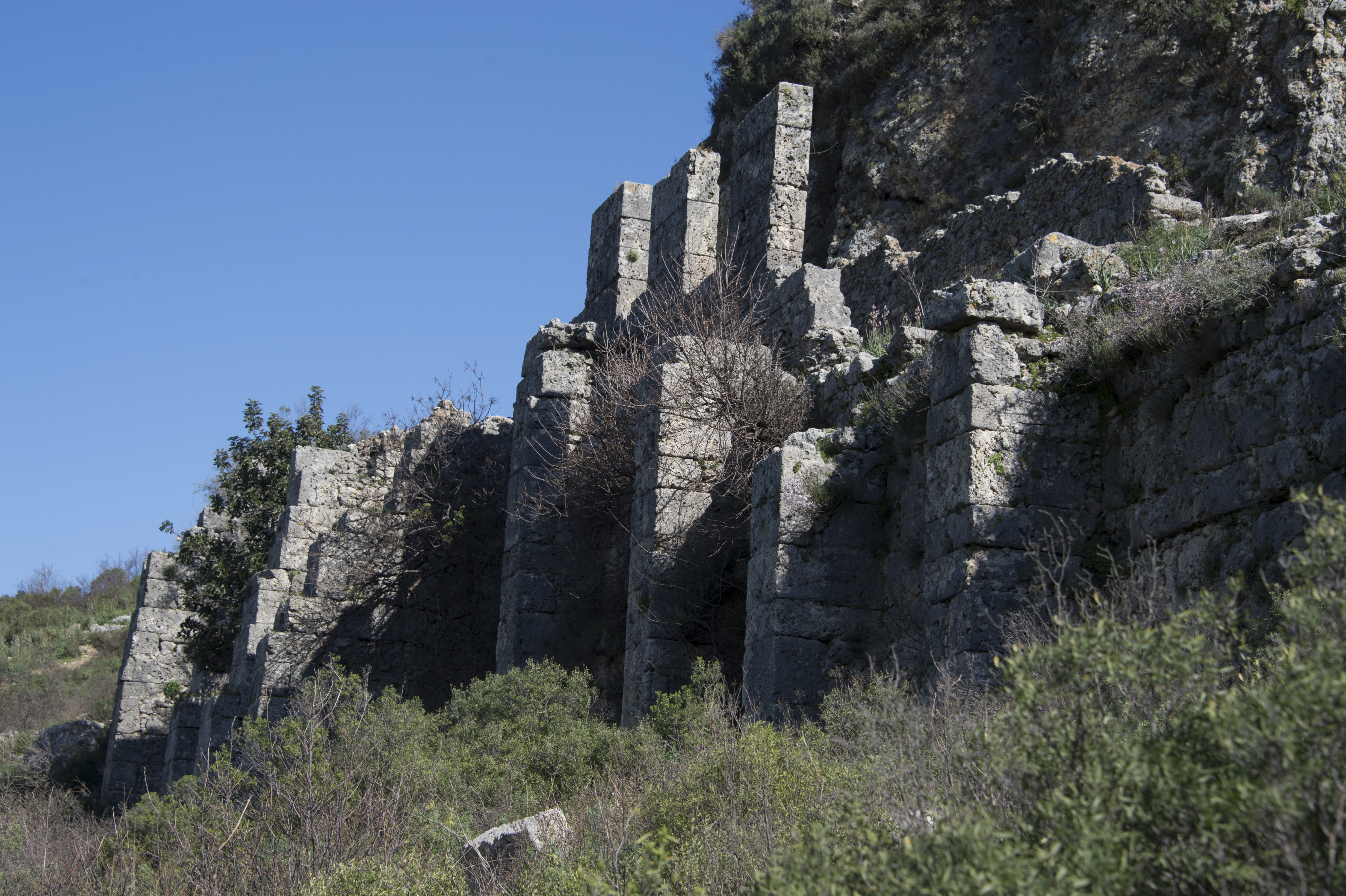
Mura
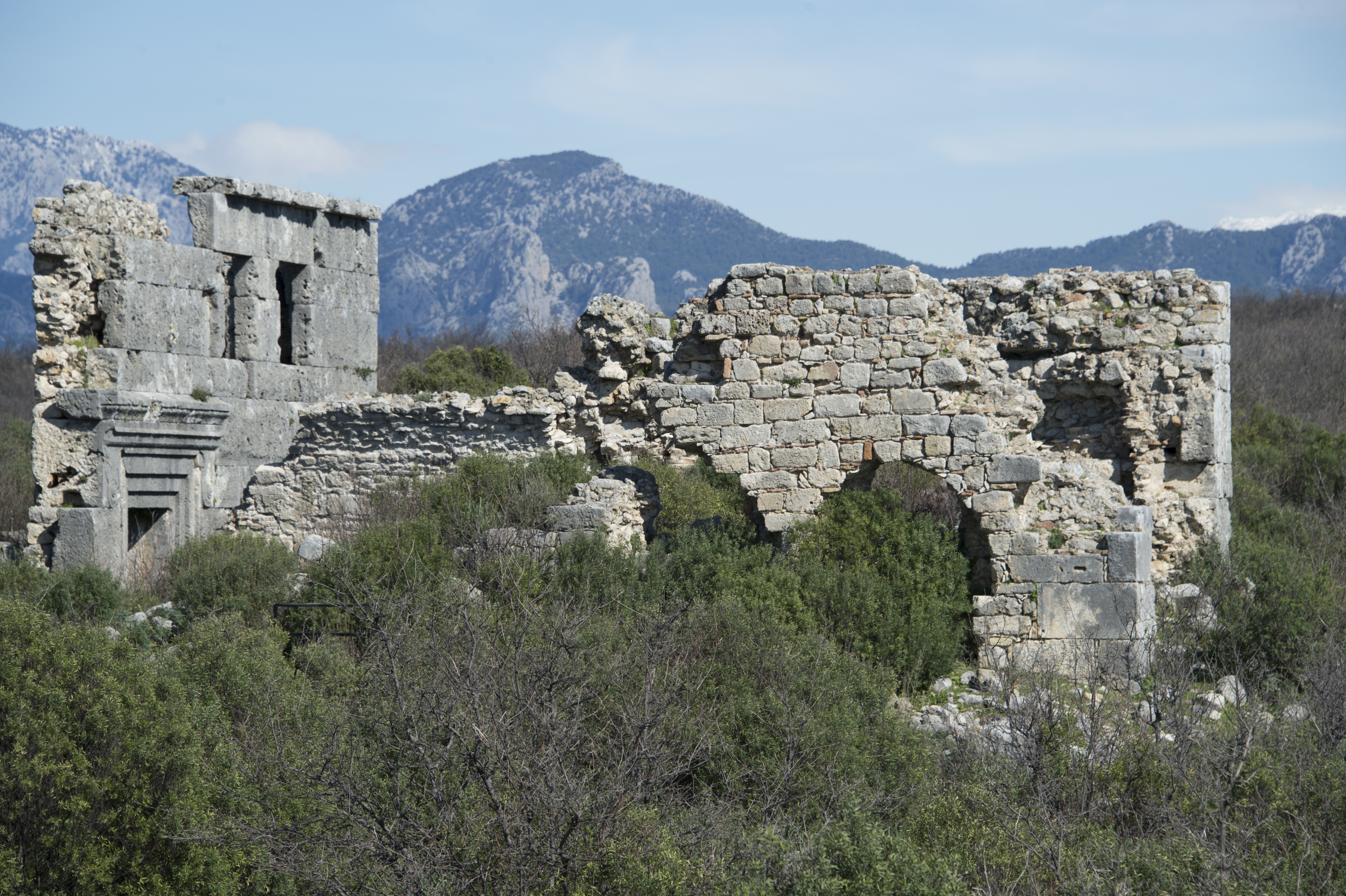
Chiesetta
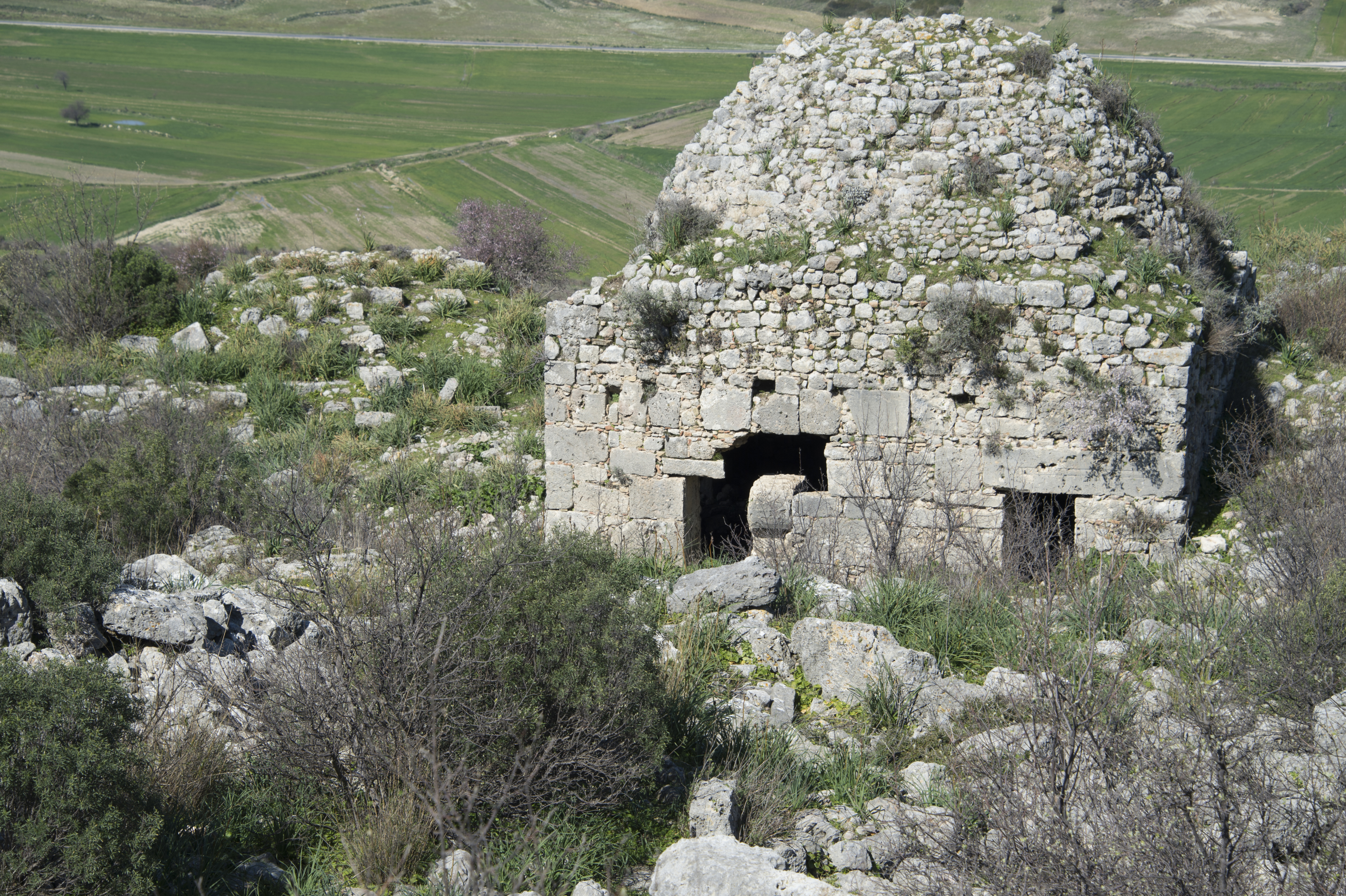
Luogo di preghiera
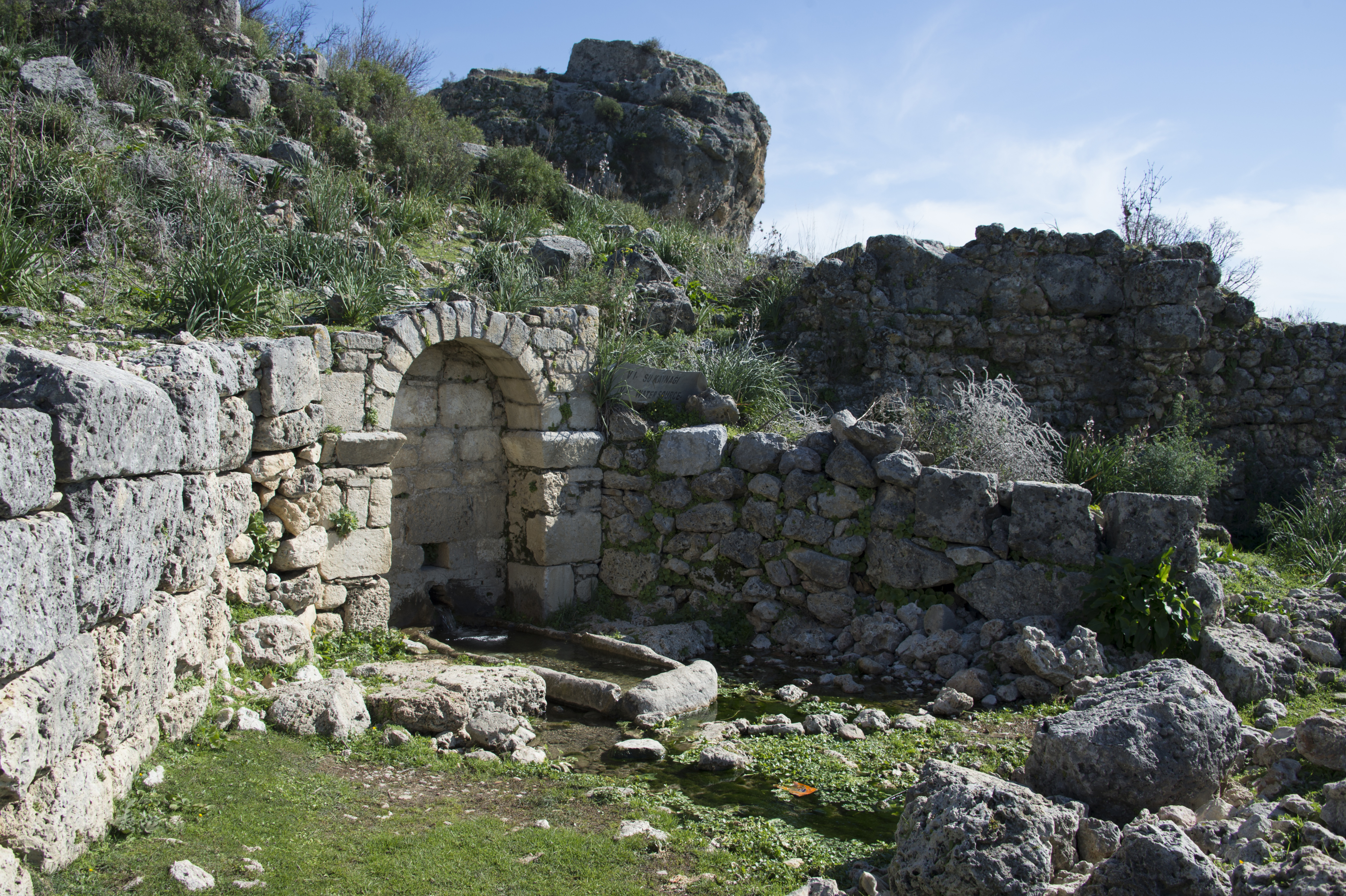
Sistema idrico